# Svenstorp, Träslövs socken
Svenstorp är en bebyggelse nordost om Varberg i Träslövs socken i Varbergs kommun. SCB avgränsar här en småort från 2020.